# Georgia en los Juegos Olímpicos de Pekín 2022
Georgia estuvo representada en los Juegos Olímpicos de Pekín 2022 por un total de nueve deportistas que competirán en tres deportes. Responsable del equipo olímpico es el Comité Olímpico Nacional de Georgia, así como las federaciones deportivas nacionales de cada deporte con participación.
Los portadores de la bandera en la ceremonia de apertura fueron el patinador artístico Morisi Kvitelashvili y la esquiadora alpina Nino Tsiklauri. El equipo olímpico georgiano no obtuvo ninguna medalla en estos Juegos.